# Hotel Zuhause: Bitte stören!
Hotel Zuhause: Bitte stören! ist eine Fernsehsendung, die sich der „Improvisationscomedy“ (Stegreifkomödie, Improvisationstheater) verschrieben hat. Die Serie wird ohne Drehbuch vor Publikum aufgezeichnet, jedoch erhalten die Darsteller, ähnlich wie bei der Schillerstraße, per Regieanweisung Stichwörter für ihre Aufgaben.
Bisher wurden vier Folgen produziert, die vom 5. September 2014 bis zum 26. September 2014 wöchentlich freitags um 21:15 Uhr auf RTL ausgestrahlt wurden.

## Konzept und Inhalt
Ralf Schmitz spielt laut offizieller Beschreibung einen „stolzen Besitzer eines kleinen Hotels am Rande der Stadt, in dem die verrücktesten Dinge passieren und die komischsten Menschen absteigen“. Hotel Zuhause sei dabei eine Comedy ohne Netz und doppelten Boden. Unzutreffenderweise bezeichnet RTL die Sendung als die „erste Impro-Sitcom im deutschen Fernsehen“, was die FAZ als das Lustige an der Sendung nennt und die Show „als eine lauwarme Neuauflage der „Schillerstraße““ abwatscht. Jürgen Overkott von der Tageszeitung WAZ bewertete die Fernsehserie wohlwollend: „Natürlich wandelt das Ensemble stets auf der dünnen Linie zwischen albern und brüllkomisch, aber Schmitz & Co. gelingt der sprichwörtliche Spagat bemerkenswert gut.“
Michael Müller, der aus dem Ensemble von Switch reloaded bekannt ist, ist der Spielleiter der Show. Regie führt Frank Lieberich.

## Besetzung
Geordnet nach der Reihenfolge des Einstiegs.

### Hauptdarsteller
| Schauspieler/Comedian | Episode(n) | Bemerkung(en)           |
| --------------------- | ---------- | ----------------------- |
| Ralf Schmitz          | 1–4        | Besitzer des Hotels     |
| Frank Streffing       | 1–4        | Ralfs bester Kumpel     |
| Sina-Maria Gerhardt   | 1–4        | Ralfs hübsche Nachbarin |
| Ilja Richter          | 1–2, 4     | Ralfs Vater             |
| Anna Isabel Wolf      | 1–4        | Ralfs beste Freundin    |

### Gäste
| Person           | Episode(n) | Bekannt als                     | Rolle                             | Erstausstrahlung   |
| ---------------- | ---------- | ------------------------------- | --------------------------------- | ------------------ |
| Roberto Blanco   | 1          | Schlagersänger                  | Hotelgast Herr Weiß               | 5. September 2014  |
| Joachim Llambi   | 2          | Moderator und ehemaliger Tänzer | Hotelgast                         | 12. September 2014 |
| Daniel Drewes    | 3          | Schauspieler                    | Beamter des Gewerbeaufsichtsamtes | 19. September 2014 |
| Christine Theiss | 3          | ehemalige Kickboxerin           | Hotelgast                         | 19. September 2014 |
| Sarah Wiener     | 4          | Köchin                          | Sinas Köchin                      | 26. September 2014 |

## Rezeption
Die Quoten der ersten Folge waren mit unter 2 Mio. Zuschauern und einen Marktanteil von 7,6 % „enttäuschend“. Die vierte Folge wurde aufgrund der schlechten Einschaltquoten um eine Stunde nach hinten verschoben.